# WATER DRAGON
『WATER DRAGON』（ウォーター・ドラゴン）は本木雅弘の2枚目のオリジナル・アルバム。

## 内容
前作から8か月での新作発表。
音楽プロデューサーにNEAL X(ジグ・ジグ・スパトニック）を迎えた。
前作同様、月光恵亮のプロデュースの下、ロンドンでレコーディングが行われた。
7曲目「HYPER ACID CITY」は自身の作詞。
8曲目は阿久悠、芹澤廣明のコンビが本木に初めて提供した楽曲。
吉田美奈子が3曲を提供している。

## 批評
CDジャーナルは「歌唱・表現力が伴わず、チト苦しいので、ハウス的アプローチを全面に押し出したナンバーのみで勝負した方がいいのでは」という厳しい批評が出た。

## 収録曲
1. THE END
作詞：FRED VARCOE・月光恵亮　作曲：月光恵亮　編曲：ESSEX
2. SMASH YOUR GLASS
作詞：月光恵亮　作曲：NEAL X　編曲：須貝幸生
3. JUSTY WAY
作詞：月光恵亮　作曲：NEAL X　編曲：須貝幸生
4. BIBLE BLACK
作詞：月光恵亮　作曲：NEAL X　編曲：須貝幸生
5. FEEL SO GOOD
作詞・作曲・編曲：吉田美奈子
6. ONE NIGHT
作詞：朝野深雪　作曲：NEAL X　編曲：須貝幸生
7. HYPER ACID CITY
作詞：本木雅弘　作曲：須貝幸生　編曲：ESSEX
8. リンダの接吻（くちづけ）
作詞：阿久悠　作曲：芹澤廣明　編曲：ESSEX
9. Dark Paradise
作詞・作曲・編曲：吉田美奈子
10. Oh! dear
作詞：朝野深雪　作曲：NEAL X　編曲：須貝幸生
11. 水
作詞・作曲・編曲：吉田美奈子